# Heniartes
Heniartes is een geslacht van wantsen uit de familie van de Reduviidae (Roofwantsen). Het geslacht werd voor het eerst wetenschappelijk beschreven door Maximilian Spinola in 1840.

## Soorten
Het genus bevat de volgende soorten:

- Heniartes annulatus Spinola, 1840
- Heniartes australis Wygodzinsky, 1947
- Heniartes beebi Wygodzinsky, 1947
- Heniartes birabeni Wygodzinsky, 1947
- Heniartes cachabi Wygodzinsky, 1947
- Heniartes carvalhoi Wygodzinsky, 1947
- Heniartes chanchamayo Wygodzinsky, 1947
- Heniartes demerara Wygodzinsky, 1947
- Heniartes distinguendus Wygodzinsky, 1947
- Heniartes erythromerus Spinola, 1840
- Heniartes flavicans (Fabricius, 1798)
- Heniartes geijskesi Wygodzinsky, 1947
- Heniartes huacapistana Wygodzinsky, 1947
- Heniartes jaakkoi Wygodzinsky, 1947
- Heniartes lenti Wygodzinsky, 1947
- Heniartes lopesi Wygodzinsky, 1947
- Heniartes maestralis Fracker & Bruner, 1924
- Heniartes malaisei Wygodzinsky, 1953
- Heniartes maracaibo Wygodzinsky, 1947
- Heniartes mendesi Wygodzinsky, 1947
- Heniartes nordestensis Wygodzinsky, 1947
- Heniartes productus Stål, 1866
- Heniartes putumayo Wygodzinsky, 1947
- Heniartes rodialbertoi Carcavallo, Martínez & Prosen, 1960
- Heniartes scutellatus Wygodzinsky, 1947
- Heniartes stali Wygodzinsky, 1953
- Heniartes thoracicus Wygodzinsky, 1947
- Heniartes travassosi Wygodzinsky, 1947
- Heniartes triannulatus Wygodzinsky, 1947
- Heniartes tumatumari Wygodzinsky, 1947
- Heniartes wygodzinskyi Carcavallo, Martínez & Prosen, 1960
- Heniartes zikani Wygodzinsky, 1947